# Melbourne Park

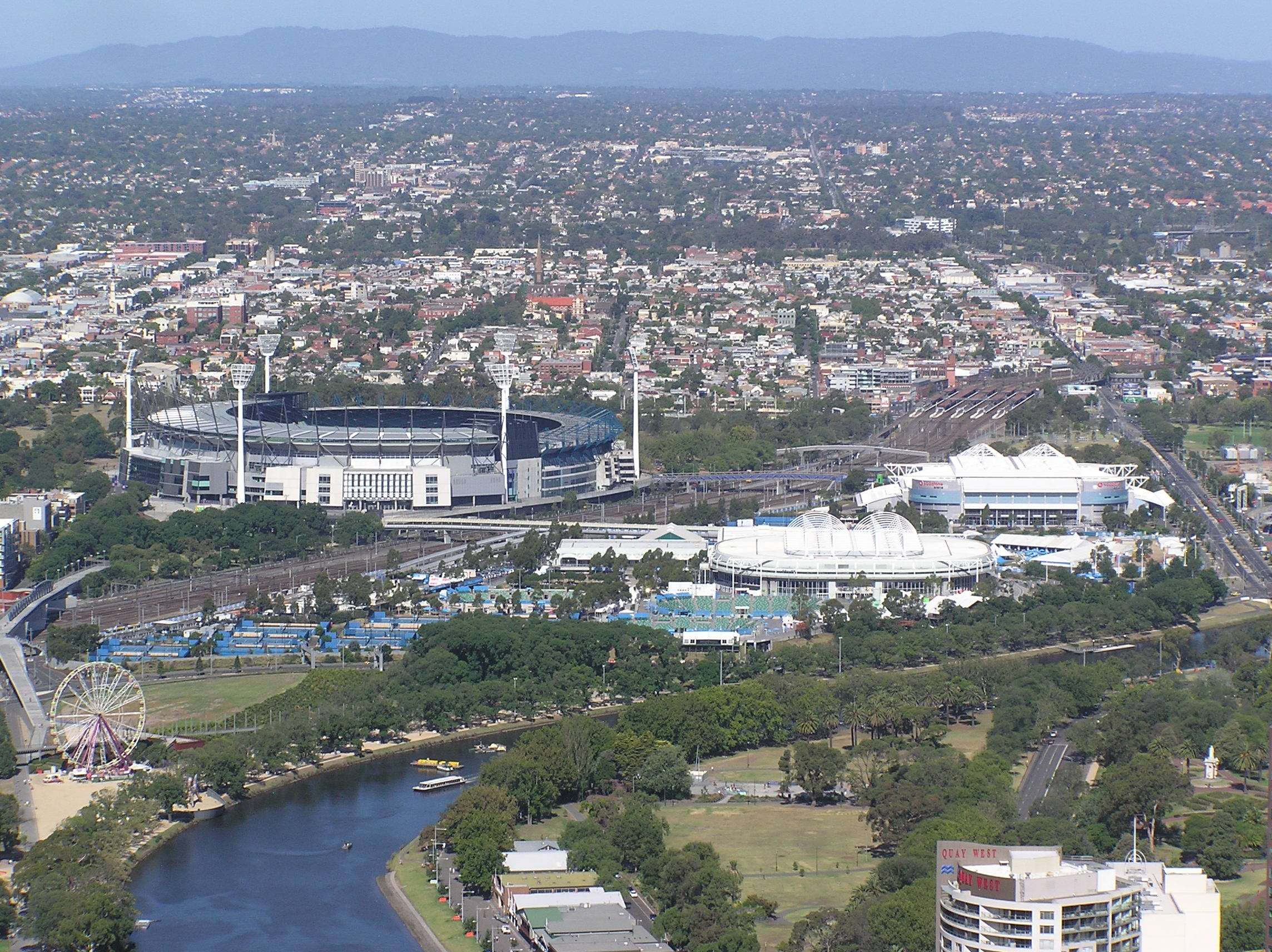
Melbourne Park

Melbourne Park is een sportcomplex in Melbourne, hoofdstad van de Australische deelstaat Victoria. Het Australian Open-tennistoernooi wordt hier elk jaar gehouden, meestal in de tweede helft van januari. Tot en met 1997 was het bekend als Flinders Park.
Melbourne Park is onderdeel van het sport- en entertainmentgebied Melbourne Sports and Entertainment Precinct dat ook het Olympische Park Stadium en Park Yarra omvat.
De grote stadions zijn:
- Rod Laver Arena §
- John Cain Arena § (eerder bekend als Hisense Arena en daarna Melbourne Arena)
- Margaret Court Arena §
- Kia Arena (show court 1)
- 1573 Arena (show court 2)
- Show court 3

§ met schuifdak